# Marlboro County
Marlboro County ist ein County im US-Bundesstaat South Carolina der Vereinigten Staaten. Das U.S. Census Bureau hat bei der Volkszählung 2020 eine Einwohnerzahl von 26.667 ermittelt. Der Verwaltungssitz (County Seat) ist Bennettsville.

## Geographie
Das County liegt im Nordosten von South Carolina, grenzt an North Carolina und hat eine Fläche von 1257 Quadratkilometern, wovon 14 Quadratkilometer Wasserfläche sind. Es grenzt im Uhrzeigersinn an folgende Countys: Anson County (North Carolina), Richmond County (North Carolina), Scotland County (North Carolina), Robeson County (North Carolina), Dillon County, Florence County, Darlington County und Chesterfield County.

## Geschichte
Marlboro County wurde am 12. März 1785 gebildet und am 1. Januar 1800 in einen Gerichtsbezirk umgewandelt. Am 16. April wurde es wieder zu einem eigenständigen County. Benannt wurde es nach John Churchill, 1. Duke of Marlborough, dem bekannten britischen Feldherrn im Spanischen Erbfolgekrieg und Politiker.

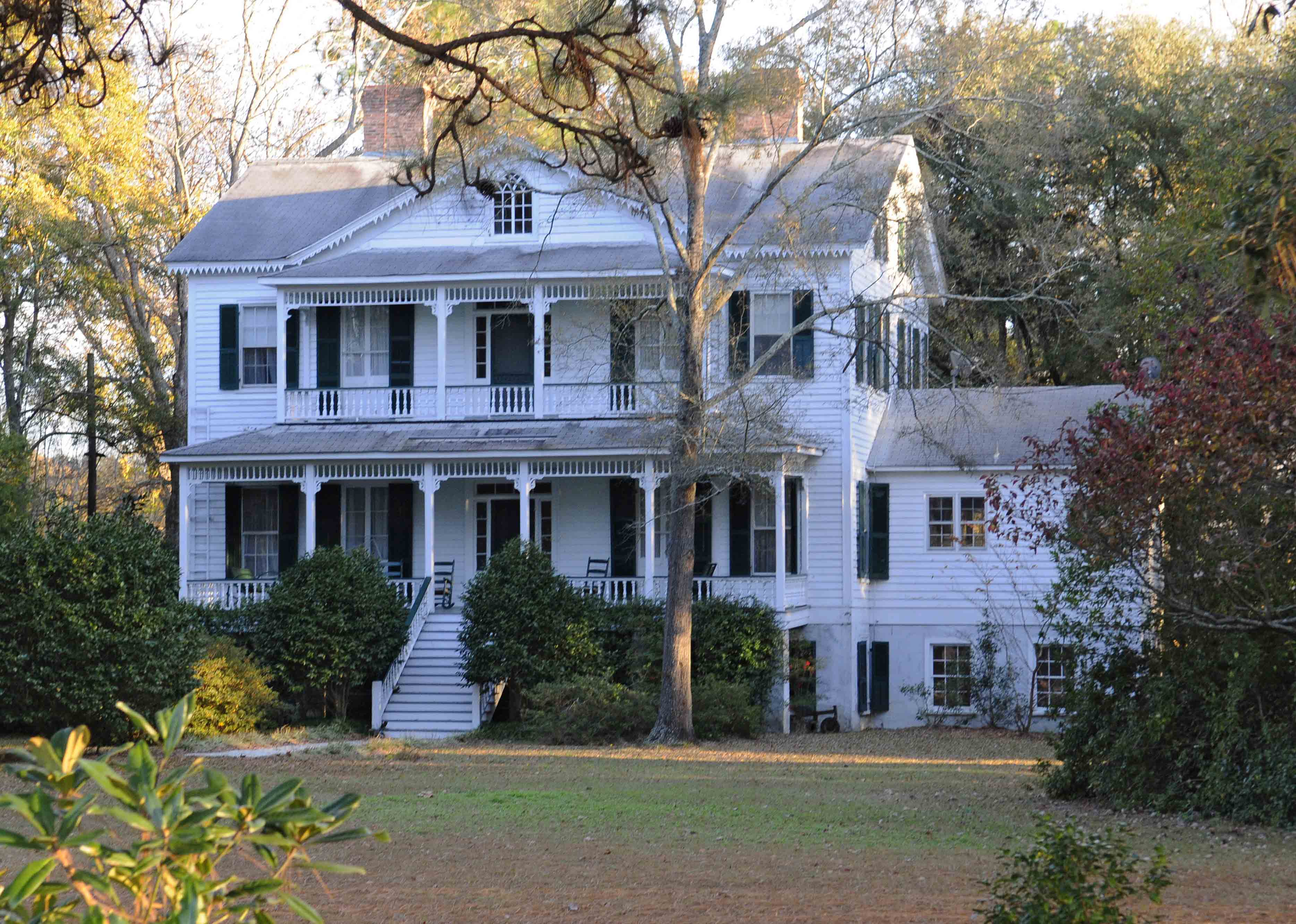
Appin ist einer von zwölf Einträgen des Countys im NRHP.

Zwölf Bauwerke und Stätten des Countys sind im National Register of Historic Places (NRHP) eingetragen (Stand 29. Juli 2018).

## Demografische Daten
Nach der Volkszählung im Jahr 2000 lebten im Marlboro County 28.818 Menschen in 10.478 Haushalten und 7.334 Familien. Die Bevölkerungsdichte betrug 23 Einwohner pro Quadratkilometer. Ethnisch betrachtet setzte sich die Bevölkerung zusammen aus 44,49 Prozent Weißen, 50,73 Prozent Afroamerikanern, 3,36 Prozent amerikanischen Ureinwohnern, 0,24 Prozent Asiaten und 0,24 Prozent aus anderen ethnischen Gruppen; 0,95 Prozent stammten von zwei oder mehr Ethnien ab. 0,71 Prozent der Bevölkerung waren spanischer oder lateinamerikanischer Abstammung.
Von den 10.478 Haushalten hatten 32,0 Prozent Kinder unter 18 Jahre, die bei ihnen lebten. 42,6 Prozent waren verheiratete, zusammenlebende Paare, 22,2 Prozent waren allein erziehende Mütter, 30,0 Prozent waren keine Familien, 26,9 Prozent waren Singlehaushalte und in 11,0 Prozent lebten Menschen mit 65 Jahren oder darüber. Die Durchschnittshaushaltsgröße betrug 2,59 und die durchschnittliche Familiengröße betrug 3,14 Personen.
26,2 Prozent der Bevölkerung war unter 18 Jahre alt. 9,3 Prozent zwischen 18 und 24, 29,4 Prozent zwischen 25 und 44, 22,8 Prozent zwischen 45 und 64 und 12,3 Prozent waren 65 Jahre alt oder älter. Das Durchschnittsalter betrug 35 Jahre. Auf 100 weibliche Personen kamen 96,3 männliche Personen und auf 100 Frauen im Alter von 18 Jahren und darüber kamen 93,1 Männer.
Das jährliche Durchschnittseinkommen eines Haushalts betrug 26.598 USD, das Durchschnittseinkommen einer Familie betrug 32.019 USD. Männer hatten ein Durchschnittseinkommen von 25.896 USD, Frauen 20.590 USD. Das Prokopfeinkommen betrug 13.385 USD. 17,7 Prozent der Familien und 21,7 Prozent der Bevölkerung lebten unterhalb der Armutsgrenze.